# Ignace Sinzot
Ignace Sinzot (né à Casteau le 26 mai 1888 et mort à Mons le 26 août 1940) est un homme politique belge de tendance catholique et un militant wallon.
Docteur en droit de l'UCL dès 1910, il entreprit de parfaire sa formation  à l'étranger à l'aide d'une bourse du Gouvernement belge (France, Italie, Allemagne et Suisse). Pendant la Première Guerre mondiale, il prend la défense de patriotes belges.
Il est élu député catholique de Mons en 1921 et le restera jusqu'en 1936. D'emblée, il intervient dans une discussion de politique étrangère sur la convention économique franco-belge, provoquant la démission du ministre des Affaires étrangères Jaspar. Il est membre des amis de La Terre wallonne et participe aux idées d'Élie Baussart opposé à tout séparatisme mais désireux de développer une conscience régionale wallonne. Il dénonce également la flamandisation de l'Université de Gand, refuse le bilinguisme pour la Wallonie.
En 1924, il plaide pour une alliance économique avec la France. En 1926, il plaide pour un Congrès  wallon qui réunirait notamment l'Assemblée wallonne (où il représente Mons) et d'autres mouvements wallons. En 1933, il est président du groupe parlementaire wallon au sein du Parti Catholique. Il collabora aussi à l'important mensuel liégeois L'Action wallonne avec notamment Auguste Buisseret, Fernand Dehousse, Jean Rey.